# مصطفى خاطر
مصطفى خاطر (15 مارس 1985)، ممثل ومخرج مصري.

## حياته
بعد تخرجه من كلية الحقوق في جامعة عين شمس، التحق بكلية الآداب قسم الدراما والنقد المسرحي في نفس الجامعة. بدأ مشواره الفني بالمشاركة في العديد من المسرحيات الجامعية، حيث كان رئيسًا لفريق التمثيل وشارك أيضًا في المهرجانات الخاصة بها كممثل ومخرج. حصل على العديد من الجوائز في هذه الفعاليات. ثم عمل مخرجًا مع فرقة "رموز" التي قدمت مسرحية "حال الدنيا"، وهي معالجة مسرحية لنص الكاتب السوري ممدوح عدوان، وقد قُدمت في الدورة التاسعة لمهرجان الشباب المبدع بالمركز الثقافي الفرنسي في عام 2011. وفي الدورة العاشرة للمهرجان في عام 2012، قدم مسرحية "اسمع يا عبد السميع" من تأليف عبد الكريم برشيد، والتي أخرجها خاطر مع فرقة "حرة"، حيث حصل على جائزة التمثيل.
في عام 2013، تم عرض مسرحية "اسمع يا عبد السميع" في المهرجان القومي للمسرح. كما عرض في عام 2007 الفيلم القصير "أفلا يعقلون" ضمن فعاليات المهرجان القومي للسينما المصرية بدار الأوبرا من إخراج هاني حمدي. في عام 2009، شارك في عرض مسرحية "الملك لير" في مهرجان المنستير الدولي للمسرح الجامعي، والذي أخرجها تامر كرم، وحصل العرض على جائزة أفضل إخراج وأفضل ممثل دور ثاني.
من عام 2010 حتى 2012، شارك في مسرحية "شيزلونج" على مسرح الدولة من إخراج محمد الصغير، والتي حققت نجاحًا كبيرًا في القاهرة والإسكندرية والجزائر. في عام 2016، نظمت دار الأوبرا المصرية ندوة خاصة تحت عنوان "الفن والقدوة في المسرح المصري" تكريمًا لفريق عمل "مسرح مصر"، بحضور أشرف عبد الباقي.
شارك أيضًا في عدة مسلسلات درامية، من بينها دوره في مسلسل "دلع بنات" للمؤلف محمد صلاح العزب والمخرجة شيرين عادل، وكذلك مسلسل "قلوب" من تأليف هاني كمال وإخراج حسين شوكت. كما شارك في المواسم الأول والثاني والثالث والرابع والخامس من سلسلة عروض "تياترو مصر".

## أعماله

### الأفلام
| السنة | الفيلم         | الدور                  |
| ----- | -------------- | ---------------------- |
| 2016  | حسن وبقلظ      | كريم                   |
| 2016  | جحيم في الهند  | الساعي                 |
| 2016  | أوشن 14        | النقيب صفاء شيرين عصمت |
| 2017  | هروب اضطراري   | يوسف محمد عثمان السيد  |
| 2018  | حرب كرموز      | عصفورة                 |
| 2018  | ليلة هنا وسرور | ضيف شرف                |
| 2018  | الكويسين       | ضيف شرف                |
| 2018  | طلق صناعي      | سعيد                   |
| 2020  | الصندوق الأسود | هادى                   |
| 2020  | عفريت ترانزيت  | ضيف شرف                |
| 2020  | الصندوق الأسود | هادي                   |
| 2020  | مربع برمودة    |                        |
| 2021  | العارف         | أسعد                   |
| 2021  | ثانية واحدة    | آدم عثمان / قدري       |
| 2022  | تماسيح النيل   | هشام اللول             |
| 2022  | أشباح أوروبا   | چو / عبودة             |
| 2023  | رمسيس باريس    | ضيف شرف                |
| 2023  | مستر إكس       | ضيف شرف                |
| 2024  | محو أمنية      |                        |

### المسلسلات
| سنة الإنتاج | اسم المسلسل      | الشخصية                  |
| ----------- | ---------------- | ------------------------ |
| 2010        | راجل وست ستات ج6 | ضيف شرف                  |
| 2010        | اللص والكتاب     | ضيف شرف                  |
| 2014        | قلوب             |                          |
| 2014        | دلع بنات         | طارق                     |
| 2015        | لهفة             | ضيف شرف                  |
| 2016        | نيللى وشريهان    | سيف                      |
| 2017        | هربانة منها      | سيف                      |
| 2018        | ربع رومي         | نور الشريف               |
| 2019        | طلقة حظ          | عبد الصبور               |
| 2019        | كلبش 3           | ضيف شرف                  |
| 2020        | عمر ودياب        | دياب                     |
| 2020        | فلانتينو         | حسام (ضيف شرف)           |
| 2020        | النهاية          | ساجد (ضيف شرف)           |
| 2020        | إسعاف يونس       | شريف (ضيف شرف)           |
| 2022        | البيت بيتي       | بينو                     |
| 2023        | كشف مستعجل       | يوسف                     |
| 2023        | لعبة حب          | سامر (حكاية أبيض X أسود) |
| 2024        | البيت بيتي 2     | بينو                     |

### المسرحيات
| سنة الإنتاج | المسرحية           |
| ----------- | ------------------ |
| 2010 - 2012 | شيزلونج            |
| 2012        | اسمع يا عبد السميع |
| 2013 - 2014 | تياترو مصر         |
| 2015 – 2018 | مسرح مصر           |
| 2021 - 2022 | عائلة تس           |
| 2022        | يا ألعب .. يا أغلس |
| 2023        | قصة حياة أمي       |
| 2023        | السندباد           |
| 2024        | سناب شات           |

### البرامج
- 2012: جد جدا
- 2017: شكشك شو

### المسلسلات الإذاعية
- 2020: دفعة محمد صلاح

### الرسوم المتحركة
- 2020: سبع البرمبة

## روابط خارجية
- مصطفى خاطر على موقع الدهليز
- مصطفى خاطر على موقع قاعدة بيانات الأفلام العربية
- مصطفى خاطر على موقع imdb (الإنجليزية)
- مصطفى خاطر على موقع قاعدة بيانات الفيلم (الإنجليزية)
- مصطفى خاطر على موقع كينوبويسك (الروسية)